# Challenger de Lille 2022
El torneo Play In Challenger 2022 fue un torneo de tenis perteneció al ATP Challenger Tour 2022 en la categoría Challenger 90. Se trató de la 4ª edición; el torneo tuvo lugar en la ciudad de Lille (Francia), desde el 21 hasta el 27 de marzo de 2022 sobre pista dura bajo techo.

## Jugadores participantes del cuadro de individuales
| Favorito | País                            | Jugador            | Rank1 | Posición en el torneo |
| -------- | ------------------------------- | ------------------ | ----- | --------------------- |
| 1        | Bandera de Lituania             | Ričardas Berankis  | 84    | FINAL                 |
| 2        | Bandera de Francia              | Quentin Halys      | 113   | CAMPEÓN               |
| 3        | Bandera de Bosnia y Herzegovina | Damir Džumhur      | 137   | Primera ronda         |
| 4        | Bandera vacío                   | Roman Safiullin    | 143   | Primera ronda         |
| 5        | Bandera de Francia              | Grégoire Barrère   | 172   | Segunda ronda         |
| 6        | Bandera de Francia              | Enzo Couacaud      | 181   | Primera ronda, retiro |
| 7        | Bandera de Bélgica              | Zizou Bergs        | 182   | Cuartos de final      |
| 8        | Bandera de Francia              | Constant Lestienne | 198   | Semifinales           |

- 1 Se ha tomado en cuenta el ranking del 14 de marzo de 2022.

### Otros participantes
Los siguientes jugadores recibieron una invitación (wild card), por lo tanto ingresan directamente al cuadro principal (WC):
- Sean Cuenin
- Sascha Gueymard Wayenburg
- Simon Beaupain

Los siguientes jugadores ingresan al cuadro principal tras disputar el cuadro clasificatorio (Q):
- Viktor Durasovic
- Arthur Fils
- Jonáš Forejtek
- Alexis Galarneau
- Laurent Lokoli
- Henri Squire

## Campeones

### Individual Masculino
- Quentin Halys derrotó en la final a  Ričardas Berankis, 4–6, 7–6(4), 6–4

### Dobles Masculino
- Viktor Durasovic /  Patrik Niklas-Salminen derrotaron en la final a  Jonathan Eysseric /  Quentin Halys, 7–5, 7–6(1)